# Вја Арно (Напуљ)
Вја Арно је насеље у Италији у округу Напуљ, региону Кампанија.
Према процени из 2011. у насељу је живело 8 становника. Насеље се налази на надморској висини од 60 м.